# SM-veckan 2011 (vinter)
SM-veckan vinter 2011 avgjordes i Sundsvall och var den andra upplagan av SM-veckan. Det var också andra gången i följd som Sundsvall arrangerade mästerskapet efter premiärupplagan 2009. 2010 hölls ingen SM-vecka på grund av att OS i Vancouver arrangerades samma säsong. Tävlingarna gick av stapeln mellan 1 och 6 februari 2011 och arrangerandes av Riksidrottsförbundet (RF), Sveriges Television (SVT) och Sundsvalls kommun. Tretton sporter fanns med på programmet, bland annat längdskidåkning som avgjordes på Södra Berget och curling som avgjordes på Gärdehov.

## Sporter
- Bob
- Boxning
- Curling
- Dragkamp
- Längdskidåkning
- Rodel
- Skeleton
- Skotercross
- Skridskosport
- Skytte
- Speedski
- Trial
- Vågsurfning

## Resultat i Skotercross
| Gren              | Guld                      | Guld                      | Silver               | Silver               | Brons                       | Brons                       |
| ----------------- | ------------------------- | ------------------------- | -------------------- | -------------------- | --------------------------- | --------------------------- |
| SM i stadioncross | Petter Nårsa Moskosels SK | Petter Nårsa Moskosels SK | Adam Renheim Lima MS | Adam Renheim Lima MS | Viktor Stenman Storumans SK | Viktor Stenman Storumans SK |